# Cookie (film, 2013)
Pour les articles homonymes, voir Cookie et Cookie (film).
Pour plus de détails, voir Fiche technique et Distribution.
Cookie est une comédie dramatique française écrite et réalisée par Léa Fazer, sortie en 2013.

## Synopsis
Deux sœurs, Adeline et Delphine, voient leur vie bouleversée quand leur femme de ménage chinoise disparaît, en leur confiant son fils, surnommé « Cookie ». La présence de l'enfant force les deux femmes à repenser leur mode de vie.

## Fiche technique
- Titre original : Cookie
- Réalisation : Léa Fazer
- Scénario : Léa Fazer et Benoît Graffin, d'après le film Noodle (en) écrit par Ayelet Menahemi (en) et Shemi Zarhin
- Décors : Marie-Hélène Sulmoni
- Costumes : Fabienne Katany
- Photographie : Christophe Offenstein
- Son : Jean-Marie Blondel, Loïc Prian et Olivier Dô Hûu
- Montage : Jean-François Elie
- Musique : Chkrrr
- Production : Pauline Duhault
- Société de production : Elia Films
- SOFICA : Cinémage 6
- Société de distribution : UGC Distribution
- Pays d'origine :  France
- Langue originale : français avec quelques séquences en chinois
- Format : couleur - 1.85 : 1 - Dolby SRD
- Genre : comédie dramatique
- Durée : 98 minutes
- Date de sortie : 
  -  France : 23 janvier 2013

## Distribution

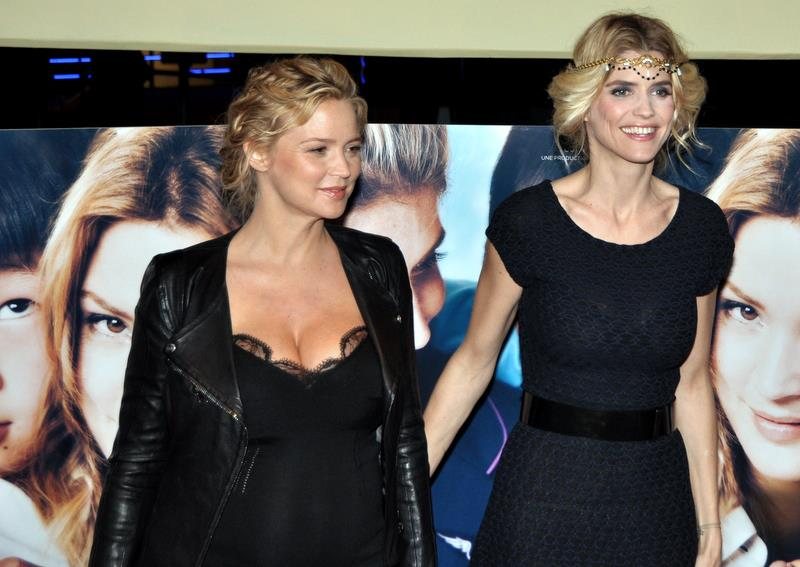
Virginie Efira et Alice Taglioni à l'avant-première parisienne du film, en janvier 2013.

- Alice Taglioni : Adeline
- Virginie Efira : Delphine
- Max Ding : Lee Yu (Cookie)
- Mehdi Nebbou : Mathieu
- Scali Delpeyrat : Cyril
- Meriem Serbah : Radhija
- Philippe Lefebvre : le copilote
- Lolita Offenstein : Marie
- Léo Legrand : Benjamin

## Production
Ce film s'inspire du scénario du long métrage israélien Noodle (en) réalisé par Ayelet Menahemi (en) aux côtés du scénariste Shemi Zarhin, sorti en 2007.

## Autour du film
Faux-raccords probables : 
- Alors que l'avion qui décolle de Paris est un Airbus A 380, l'intérieur de la cabine est peut-être celle d'un A 330.  hauteur de l'habitacle (visible à 1h20 dans le film) et la répartition des sièges  Dans l'A380 la répartition de la classe économique est de type 3-4-3. On peut apercevoir dans le film une disposition des sièges en 2-4-2 et même en 2-2...

- La compagnie imaginaire propriétaire de l'A 380 s'appelle "Aquilair" . C'est le nom d'une entreprise française spécialisée dans… les ULM[1].